# Ramón Barce
Ramón Barce Benito (Madrid, 16 maart 1928 – Madrid, 14 december 2008) was een Spaans componist, musicoloog en filosoof.

## Biografie
Barce was de belangrijkste vertegenwoordiger van de "Generatie van 1951", die als doel had de Spaanse muziek nieuw leven in te blazen na de Spaanse Burgeroorlog en de Tweede Wereldoorlog. Barce stichtte in 1958 de groep "Nueva Música". Hij schreef twee boeken, “Fronteras de la música” (1985) en “Tiempo de tinieblas y algunas sonrisas” (1992), en meer dan 120 muziekwerken, waaronder 6 symfonieën, 11 strijkkwartetten, 9 concerto's, 1 concerto voor piano en orkest, “Música fúnebre”, “Canadá Trío”, “Siala”, “Cuarteto Gauss”, “Residencias”, “Las cuatro estaciones” en “Parábola”.
Barce was een voorstander van de "ernstige muziek" en was een tegenstander van enige beïnvloeding door de folklore. Hij kreeg verschillende prijzen en onderscheidingen, zoals de "Prijs voor Muziekkunst van Madrid" in 1991 en de "Gouden medaille van verdienste in de schone kunsten" in 1997.